# Alexander Funk (Politiker)

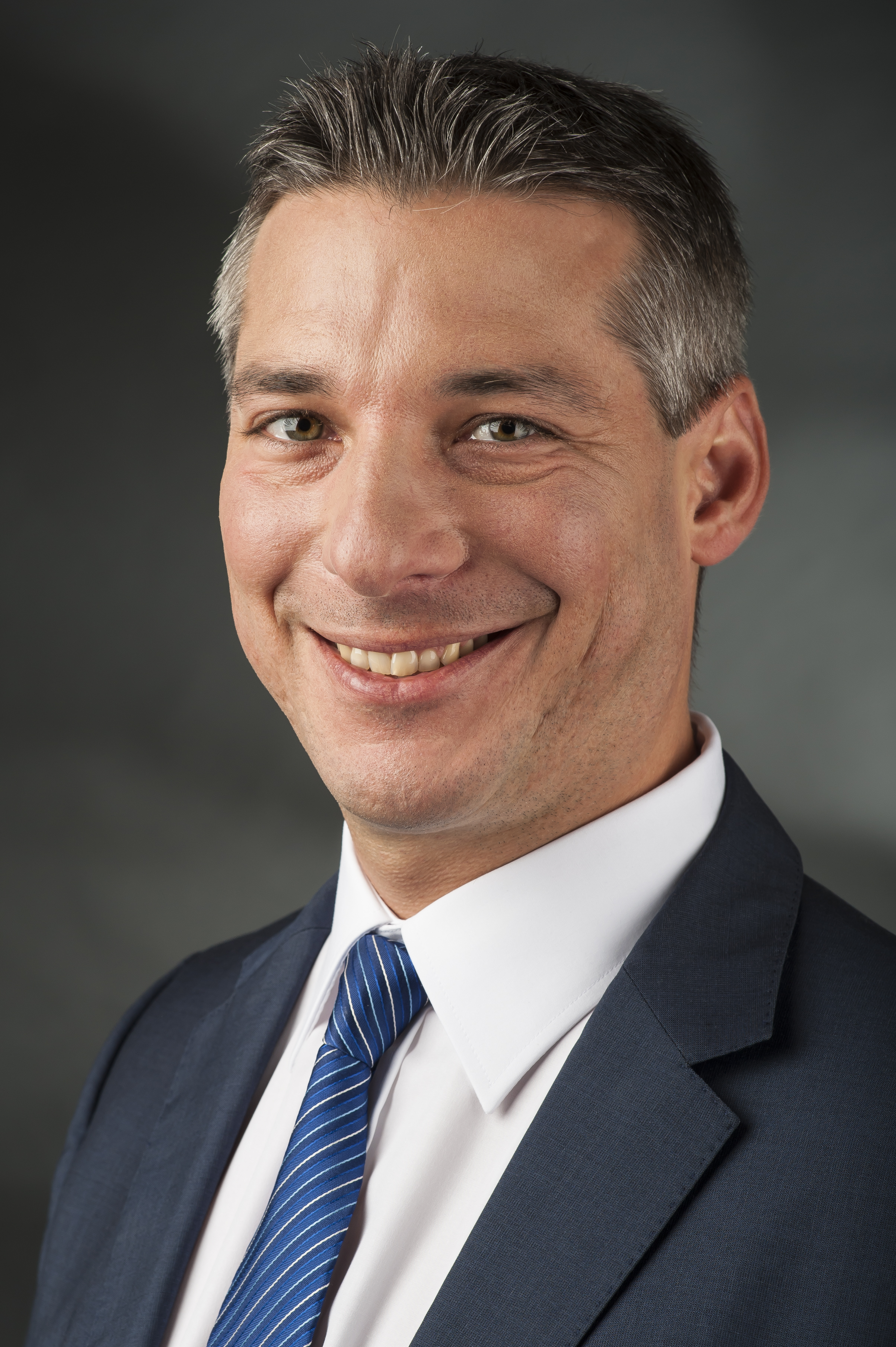
Alexander Funk (2014)

Alexander Funk (* 18. Juni 1974 in Neunkirchen (Saar)) ist ein deutscher Politiker (CDU). Er war von 2004 bis 2009 und von 2017 bis 2022 Mitglied des Saarländischen Landtages sowie von 2009 bis 2017 Mitglied des Deutschen Bundestages. Im Landtag des Saarlandes war er von März 2018 bis Mai 2022 Fraktionsvorsitzender der CDU.

## Leben
Nach Erreichen der mittleren Reife an der Kreisrealschule Neunkirchen wechselte Funk zum Christian von Mannlich-Gymnasium in Homburg. 1995 begann er nach seinem Abitur ein Studium der Betriebswirtschaftslehre an der Universität des Saarlandes, welches er mit dem akademischen Grad Diplom-Kaufmann abschloss. 2000 wurde er kaufmännischer Leiter der Sirrix AG. Von 2003 bis September 2004 arbeitete er als Assistent der Geschäftsleitung bei Werbefunk Saar und Telefilm Saar. Alexander Funk hat eine Tochter. Seit 2005 ist er Präsident des DJK-Landesverbandes Saarland.

## Politische Ämter
Im Jahr 1991 trat Funk in die Junge Union (JU) und CDU ein. Im gleichen Jahr wurde er Ortsvorsitzender der JU Bexbach. 1994 übernahm er die Funktion des Kreisvorsitzenden der JU Saarpfalz. Von 1999 bis 2005 war er Landesvorsitzender der JU Saar. Von 2002 bis 2012 war er Stadtverbandsvorsitzender der CDU Bexbach und von 1994 bis 2014 Mitglied im Stadtrat von Bexbach. 2007 übernahm Funk auch den Fraktionsvorsitz im Bexbacher Stadtrat.
Alexander Funk war von 2004 bis 2009 Mitglied des Saarländischen Landtages. Dort war er Mitglied in den Ausschüssen für Arbeit, Gesundheit und Soziales, Wirtschaft, Wissenschaft und Grubensicherheit sowie Finanzen und Haushaltsfragen. Von 2006 bis 2009 war Funk Obmann der CDU-Fraktion in der Enquêtekommission „Demografischer Wandel“.
Bei der Bundestagswahl 2009 war Funk Direktkandidat für den Wahlkreis 299 und setzte sich mit 33,4 % gegen Astrid Klug durch, auf die 30,9 % der Erststimmen entfielen. Er ist der erste Bundestagsabgeordnete der CDU in diesem Wahlkreis seit 1965.
Am 5. Februar 2013 wurde er von einer Wahlkreisvertreterversammlung der CDU im Wahlkreis 299 erneut als Kandidat zur Bundestagswahl 2013 aufgestellt. Bei dieser setzte er sich mit 39,8 % der abgegebenen Erststimmen gegen seinen SPD-Herausforderer David Lindemann durch.
Funk war Mitglied des Ausschusses für Verkehr und digitale Infrastruktur und dort Berichterstatter für Bahnpolitik.
Nachdem er bereits 2016 verkündete, bei der anstehenden Bundestagswahl 2017 nicht mehr für ein Mandat zur Verfügung zu stehen und stattdessen bei der anstehenden Landtagswahl zu kandidieren, wurde er im März 2017 erneut in den Landtag gewählt. Dort war er zunächst stellvertretender Vorsitzender der CDU-Fraktion. Sein Bundestagsmandat legte Funk im Juli 2017 nieder.
Am 5. März 2018 wurde Funk einstimmig zum neuen Landtagsfraktionsvorsitzenden der saarländischen CDU gewählt. Bei der Landtagswahl 2022 wurde er erneut in den Landtag gewählt. Durch die Bildung der seit dem 25. April 2022 von der SPD alleinregierende Koalition und den sich daraus ergebenen Wechsel der CDU in die Opposition war er dadurch Oppositionsführer im saarländischen Landtag. Im Zuge der Erneuerung der CDU Saar nach der Niederlage bei der Landtagswahl und dem Rücktritt von Tobias Hans übernahm Stephan Toscani nicht nur das Amt des Landesvorsitzenden der CDU Saar, sondern auch den Fraktionsvorsitz der Landtagsfraktion seiner Partei.
Zum 1. Juli 2022 wurde Funk Vorsitzender der Caritas Trägergesellschaft Saarbrücken. Im Zuge dessen legte er sein Landtagsmandat nieder. Für ihn rückte Jonas Reiter in den Landtag nach.